# Sloanea porphyrocarpa
Sloanea porphyrocarpa är en tvåhjärtbladig växtart som beskrevs av Adolpho Ducke. Sloanea porphyrocarpa ingår i släktet Sloanea och familjen Elaeocarpaceae. Inga underarter finns listade i Catalogue of Life.